# Загребельный, Евгений Алексеевич
Евгений Алексеевич Загребельный (род. 10 августа 1967 года) — советский, позднее украинский велогонщик.

## Карьера
Воспитанник В.И. Пластовца (ЗТрУ).
Двукратный серебряный призёр чемпионата мира среди юниоров 1985 года.
Серебряный (1987) и бронзовый (1989) призёр чемпионатов мира. 
Вице-чемпион СССР (1989) и вице-чемпион Украины (1992).
В настоящее время проживает в Новоазовске.